# دانا برونيتي
دانا برونيتي (بالإنجليزية: Dana Brunetti)‏ هو منتج أفلام وضابط ورائد أعمال ومنتج تلفزيوني أمريكي، ولد في 11 يونيو 1973 في فرجينيا في الولايات المتحدة.

## وصلات خارجية
- الموقع الرسمي
- دانا برونيتي على موقع IMDb (الإنجليزية)
- دانا برونيتي على موقع بوكس أوفيس موجو (الإنجليزية)
- دانا برونيتي على موقع قاعدة بيانات الفيلم (الإنجليزية)